# Список потерь военной авиации в 1985 году

## Австралия

### Королевские ВВС Австралии
- 20 июня — «Мираж» IIIO(A) (с/н A3-89). Упал в море в 60 морских милях от Дарвина при выполнении ночного перехвата. Пилот погиб.[1][2]
- 19 августа — MB.326H (c/н A7-085). Разбился в штате Новый Южный Уэльс в результате пожара двигателя во время атаки наземных целей. Пилот катапультировался с лёгкими травмами.[3]

## Аргентина

### ВВС Аргентины
- 29 апреля — «Мираж» IIICJ (с/н C-707). Разбился в районе Рио-Гальегос (провинция Санта-Крус). Пилот катапультировался. Дата указана согласно испаноязычному сайту, посвящённому «Миражам» в ВВС Аргентины; в англоязычных источниках встречаются другие даты.[4][5][6][7]

## Бельгия

### ВВС Бельгии
- 29 апреля — F-16A Block 5 «Файтинг Фалькон» (с/н FA-24, американский 78-0139). Разбился в муниципалитете Кур-Сен-Этьен. Пилот погиб.[8][5]
- 8 мая — «Мираж» 5BA (с/н BA-19). Разбился в районе Гютерсло (ФРГ) в результате отказа двигателя. Пилот катапультировался.[9][7][5]
- 3 июля — «Мираж» 5BD (с/н BD-06). Разбился в результате отказа двигателя. Оба члена экипажа катапультировались.[2][10]
- 2 сентября — F-16A Block 1 «Файтинг Фалькон» (с/н FA-06, американский 78-0121). Разбился в районе Рошфор. Пилот катапультировался.[11][12]

## Болгария

### ВВС Болгарии
- 11 апреля — МиГ-21. Разбился при выполнении разведывательного вылета. Пилот погиб. По разным источникам, это был МиГ-21Ф-13 или МиГ-21Р.[13][14]
- 7 июня — два МиГ-23МЛА (с/н 868 и 874). Столкнулись в воздухе во время ночного полёта. Пилот одного самолёта катапультировался, пилот другого погиб. Дата указана по болгарским источникам, в западных источниках приводится дата 7 июля.[15][16][14][17]
- 22 июня — МиГ-21МФ (с/н 66). Разбился во время посадки. Пилот катапультировался.[15][17]

## Бразилия

### ВВС Бразилии
- 24 июня — C-130E «Геркулес» (с/н FAB-2457). Столкнулся с холмом в районе Санта-Марии. Все 7 членов экипажа погибли.[18][7]

## Великобритания

### Королевские ВВС Великобритании
- 30 января — «Хок» T.1A (с/н XX279). Упал в море у побережья Уэльса в результате потери пилотом управления. Пилот катапультировался, но утонул.[19][20]
- 18 февраля — «Харриер» T.4 (с/н XW933). Столкнулся в воздухе с F-104 ВМС ФРГ в районе Гютерсло (ФРГ). Один член экипажа погиб при столкновении, другой катапультировался.[20][19]
- 6 марта — «Лайтнинг» F.6 (с/н XR772). Вошёл в штопор и упал в Северное море. Пилот погиб во время или после катапультирования.[20][21]
- 1 апреля — «Ягуар» GR.1 (с/н XZ388). Разбился на территории ФРГ в результате ошибки пилота. Пилот катапультировался.[20][21]
- 17 апреля — «Хок» T.1 (с/н XX293). На взлёте с авиабазы Уоттишэм (графство Саффолк) открылся фонарь кабины. Пилот катапультировался, самолёт упал на коттедж.[22][20][5]
- 14 июня — «Бакэнир» S.2B (с/н XV341). Разбился в результате потери пилотом управления при заходе на посадку на авиабазу Лоссимут. Один из членов экипажа катапультировался, другой погиб.[20][2]
- 9 июля — «Ягуар» GR.1 (с/н XZ365). Во время маловысотного полёта зацепился за деревья в районе Мешеде (ФРГ). Пилот катапультировался.[2][20]
- 19 сентября — «Лайтнинг» F.6 (с/н XS921). Упал в Северное море в результате потери пилотом управления. Пилот катапультировался. Журнал Flight International ошибочно указывает дату 9 сентября.[23][20][12]
- 26 сентября — два «Хок» T.1A (с/н XX333 и XX340). Столкнулись в воздухе при выполнении учебного перехвата над Сардинией, Италия. Все три члена экипажей катапультировались.[20][24]
- 7 октября — «Ягуар» GR.1 и «Ягуар» GR.1A (с/н XX728 и XX731). Столкнулись в воздухе во время маловысотного полёта в районе Олстона (графство Камбрия). Пилот одного самолёта катапультировался, пилот другого погиб.[20][24][25]
- 19 ноября — «Харриер» GR.3 (с/н XW922). Перевернулся во время вертикальной посадки (по другим данным, во время взлёта) на авиабазе Уиттеринг (графство Кембриджшир). Пилот выжил, самолёт списан.[20][26]
- 12 декабря — «Торнадо» GR.1 (с/н ZA610). Упал в Северное море во время ночного полёта. Оба члена экипажа погибли. В одном источнике указана дата 2 декабря.[27][20][7][26]

### Королевские ВМС Великобритании
- 7 февраля — «Харриер» T.4N (с/н ZB606). Упал на автомобильную дорогу в районе Йовилтона. Оба члена экипажа погибли.[19][20]

## Венгрия

### ВВС Венгрии
- 25 июля — МиГ-21МФ (с/н 9601). Обстоятельства потери неизвестны. Пилот катапультировался.[28][17]

## Германская Демократическая Республика

### ВВС ГДР
- 4 декабря — МиГ-23БН. Во время учебного бомбометания в районе Древица самолёт попал в облачность и разбился в результате потери пилотом ориентировки. Пилот погиб.[29]

## Греция

### ВВС Греции
- 11 июля — RF-4E «Фантом» II (с/н 70358, американский 77-0358). Обстоятельства потери неизвестны. Оба члена экипажа погибли.[30][7][31]
- 11 сентября — два A-7H «Корсар» II (с/н 159663 и 159955). Столкнулись с горой в регионе Аграфа во время маловысотного полёта в условиях тумана. Пилоты обоих самолётов погибли.[12][7][32]
- 7 октября — F-4E «Фантом» II (с/н 17146, американский 77-1746). Обстоятельства потери неизвестны. Вероятно, оба члена экипажа катапультировались.[30][7][33]

## Дания

### ВВС Дании
- 17 января — F-104G «Старфайтер» (с/н R-700, американский 63-12700). Упал в пролив Каттегат. Пилот погиб.[34][35][36]
- 21 марта — F-104G «Старфайтер» (с/н R-341, американский 62-12341). Упал в море севернее Хиртсхальс. Пилот погиб.[21][37][36]
- 1 апреля — два F-16A Block 5 «Файтинг Фалькон» (с/н E-179, американский 78-0179, и E-186, американский 78-0186). Столкнулись в воздухе севернее Рибе. Пилоты обоих самолётов катапультировались.[21][38][39]

## Иордания

### ВВС Иордании
- 18 февраля — «Мираж» F1C (видимо, F1CJ). Обстоятельства потери неизвестны. Пилот погиб.[19][40]

## Испания

### ВВС Испании
- 4 февраля — C.101EB-1 (с/н E.25-04). Обстоятельства потери неизвестны. Оба члена экипажа катапультировались.[19][41]
- 7 февраля — F-4C «Фантом» II (с/н C.12-06, американский 64-0886). Разбился в горах Сьерра-де-Альбаррасин. Оба члена экипажа катапультировались.[19][42][43]
- 25 июня — два «Мираж» F1EE (с/н C.14-53 и C.14-55). Столкнулись в воздухе. Пилот одного самолёта катапультировался, пилот другого погиб.[2][44]

## Италия

### ВВС Италии
- 1 февраля — MB-339A (с/н MM54466). Обстоятельства потери неизвестны. Один член экипажа катапультировался, другой погиб.[19][43][7]
- 26 ноября — F-104S «Старфайтер» (с/н 6841). Упал в Адриатическое море в районе Торино-ди-Сангро. Пилот погиб.[45]

## Канада

### ВВС Канады
- 29 марта — два CC-130H «Геркулес» (с/н 130330 и 130331). Столкнулись в воздухе во время авиашоу на авиабазе Эдмонтон. Все 10 членов экипажей погибли.[46][21][7]
- 4 июня — CF-18A (с/н 188737). В результате прерванного взлёта с авиабазы Колд-Лейк (провинция Альберта) самолёт выкатился за пределы ВПП. Пилот катапультировался. Машина была списана и использовалась в учебных целях.[47][5]

## Китайская Народная Республика

### ВВС КНР
- 24 августа — H-5 (с/н 81038). Разбился после израсходования топлива во время попытки угона в Южную Корею. Один член экипажа выжил, другой погиб, также погиб один человек на земле.[12][48][7]

## Нигерия

### ВВС Нигерии
- Дата неизвестна — МиГ-21. Обстоятельства потери неизвестны. Пилот погиб.[49]
- Дата неизвестна — МиГ-21. Обстоятельства потери неизвестны. Пилот погиб.[49]

## Нидерланды

### Королевские ВВС Нидерландов
- 3 июня — два F-16A «Файтинг Фалькон» (Block 15P с/н J-865, американский 81-0865; Block 15B с/н J-621, американский 80-3621). Столкнулись в воздухе над территорией ФРГ. Пилоты обоих самолётов погибли.[50][51][5]

## Новая Зеландия

### Королевские ВВС Новой Зеландии
- 3 июля — «Страйкмастер» Mk.88 (с/н NZ6367). Столкнулся с линией электропередачи во время маловысотного полёта в регионе Кентербери. Пилот катапультировался.[2][52]

## Норвегия

### Королевские ВВС Норвегии
- 12 июня — F-16B Block 5 «Файтинг Фалькон» (с/н 303, американский 78-0303). Разбился в Порсангер-фьорд во время маловысотного полёта. Оба члена экипажа катапультировались, один из них погиб.[53][2]

## Оман

### Королевские ВВС Омана
- 31 декабря — «Ягуар» S (с/н 208). Потерян в результате преждевременного взрыва бомбы, которую он нёс. Британский пилот выжил (не катапультировался — катапультное кресло сработало само при взрыве).[54][7]

## Перу

### ВВС Перу
- 10 июля — «Канберра» B(I)68 (с/н 252, британский XH234). Разбился в районе Трухильо. Два члена экипажа спаслись.[2][7][55]

## Португалия

### ВВС Португалии
- 1 июля — два A-7P «Корсар» II (с/н 5501 и 5505). Столкнулись в воздухе над Гельденакеном, Бельгия. Пилоты обоих самолётов катапультировались.[56][7]

## Саудовская Аравия

### Королевские ВВС Саудовской Аравии
- 24 февраля — KC-130H «Геркулес» (с/н 1620). Разбился в районе Эр-Рияда, попав в сваливание. Все 8 человек, находившиеся на борту, погибли.[19][57]

## СССР

### ВВС СССР
- 9 января — Ан-14 «Пчёлка». Разбился в Брестской области (Белорусская ССР) при попытке выполнить вынужденную посадку после отказа одного двигателя. Из 6 человек, находившихся на борту, четверо погибли и двое выжили.[58][59]
- Февраль (дата неизвестна) — Ту-22М. Разбился из-за отказа обоих двигателей во время перелёта из Дягелево (Рязань) в Воронеж. Экипаж катапультировался.[60]
- 3 мая — Ан-26 (б/н 101). Столкнулся в воздухе с гражданским Ту-134 в районе Золочёва, Украинская ССР. Погибли все 15 человек, находившиеся на борту.[61]
- 20 мая — Су-7Б. При возвращении на аэродром из тренировочного вылета в сложных метеоусловиях пилот потерял ориентировку. Самолёт разбился в результате полной выработки топлива. Пилот катапультировался.[62]
- 20 сентября — МиГ-27. Разбился восточнее Дамгартен (ГДР) в результате отказа управления по неизвестным причинам. Пилот погиб.[63][64]
- Сентябрь (дата неизвестна) — Ту-22М. Разбился в районе Иркутска, попав в кучево-дождевую облачность. Экипаж погиб.[60][65]
- Дата неизвестна — МиГ-21УС. Разбился при заходе на посадку на аэродроме Вазиани (Грузинская ССР). Оба члена экипажа погибли.[66]
- Дата неизвестна — МиГ-23МЛ. Самолёт, пилотировавшийся кубинским лётчиком, был по ошибке сбит другим МиГ-23 при атаке учебной цели в Астраханской области. Пилот погиб в результате травм, полученных при катапультировании.[67]
- Дата неизвестна — МиГ-29. Разбился на территории Белорусской ССР во время показательного полёта на учениях «Щит-85». Пилот катапультировался.[68]
- Дата неизвестна — Су-24. Потерян в результате столкновения с другим Су-24 над территорией Венгрии. Экипаж катапультировался.[69]

### ВМФ СССР
- 13 февраля — Ту-95РЦ. Самолёт, базировавшийся на аэродроме Камрань (Вьетнам), упал в Южно-Китайское море. Все 9 членов экипажа погибли.[70][71]
- 14 марта — Су-24. Разбился во время вылета на учебное бомбометание на полигоне Суур-Пакри (Финский залив) в сложных метеорологических условиях. Оба члена экипажа погибли.[69]
- 21 июля — Як-38. Упал в Норвежское море во время учений. Пилот катапультировался и спасён Королевскими ВМС Великобритании.[72][2]
- 4 декабря — Як-38У. Пропал во время ночного полёта над Уссурийским заливом. Оба члена экипажа погибли.[73][74]

## США

### ВВС США
- 4 января — T-38A «Тэлон» (с/н 65-10368). Разбился в районе Уичито-Фолс, штат Техас. Оба члена экипажа погибли (один из них был лётчиком Королевских ВВС Великобритании).[34][75]
- 7 февраля — F-16A Block 10 «Файтинг Фалькон» (с/н 79-0323). Разбился на полигоне Таунсенд, штат Джорджия. Пилот катапультировался.[76][19]
- 8 февраля — F-16A Block 15H «Файтинг Фалькон» (с/н 81-0808). Разбился в районе авиабазы Авиано, Италия, в результате обледенения. Пилот катапультировался.[77][19]
- 9 февраля — A-10A «Тандерболт» II (с/н 78-0723). Разбился в штате Аризона. Пилот погиб.[19][7]
- 11 февраля — F-16A Block 1 «Файтинг Фалькон» (с/н 78-0004). Разбился возле авиабазы Люк, штат Аризона, в результате отказа двигателя. Пилот катапультировался. Согласно одному из источников, авария произошла 10 февраля.[78][19]
- 20 марта — F-15A «Игл» (с/н 74-0120). Упал в Жёлтое море у побережья Южной Кореи во время учений Team Spirit 85. Пилот погиб. В одном из источников указана дата 19 марта.[21][79][80]
- 2 апреля — F-106B «Дельта Дарт» (с/н 57-2521). Разбился после столкновения в воздухе с другим F-106, которому удалось вернуться на базу. Пилот катапультировался.[21][81][82]
- 18 апреля — OA-37B «Дрэгонфлай» (с/н 68-7970). Упал в море у побережья Гондураса. Оба члена экипажа погибли.[5][83]
- 27 апреля — F-16A Block 15S «Файтинг Фалькон» (с/н 83-1117). Разбился на взлёте в Форт-Кэмпбелл, штат Кентукки. Пилот погиб.[84][5]
- 16 мая — F-16B Block 5 «Файтинг Фалькон» (с/н 79‑0416). Разбился в штате Флорида в результате потери пилотом управления. Оба члена экипажа катапультировались.[85][5][43]
- 21 мая — RF-4C «Фантом» II (с/н 64-1036). Разбился в районе авиабазы Волк-Филд, штат Висконсин, пытаясь избежать столкновения с лёгким самолётом. Оба члена экипажа катапультировались.[86][5]
- 22 мая — F-4D «Фантом» II (с/н 65-0625). Разбился в 73 милях к югу — юго-востоку от авиабазы Тиндалл, штат Флорида, во время отработки ночного перехвата. Оба члена экипажа погибли.[87][5]
- 20 июня — RF-4C «Фантом» II (с/н 64-1032). Столкнулся в воздухе с гражданским Бич 18, заходя на посадку в Бирмингеме, штат Алабама. Оба члена экипажа катапультировались, пилот Бич 18 погиб.[2][86]
- 29 июня — A-10A «Тандерболт» II (с/н 79-0208). В районе авиабазы Неллис (штат Невада) столкнулся в воздухе с другим A-10, которому удалось вернуться на аэродром. Пилот катапультировался.[2][88]
- 1 июля — F-4D «Фантом» II (с/н 66-7666). Разбился в 8 милях северо-западнее авиабазы Макконнел (штат Канзас) во время отработки атаки наземных целей. Оба члена экипажа погибли.[89][2]
- 10 июля — A-7D «Корсар» II (с/н 71-0367). Разбился в штате Огайо в результате отказа двигателя. Пилот катапультировался.[2][90]
- 8 августа — A-7D «Корсар» II (с/н 69-6198). Пожар на борту; самолёт упал на дом в Мидвест-Сити (пригород Оклахомы). Пилот катапультировался, на земле погибли два человека.[91][12]
- 8 августа — F-16A Block 15F «Файтинг Фалькон» (с/н 81-0750). Разбился на учебно-испытательном полигоне в штате Юта. Пилот погиб.[92][12]
- 27 августа — A-7D «Корсар» II (с/н 70‑0965). Разбился в штате Нью-Мексико. Пилот катапультировался.[12][43]
- 27 августа — KC-135A «Стратотанкер» (с/н 59-1443). Разбился во время посадки на авиабазе Бил, штат Калифорния. Все 7 членов экипажа погибли.[12][93]
- 9 сентября — F-4E «Фантом» II (с/н 67-0308). Разбился при проведении бомбометания на полигоне Лич-Лейк, штат Калифорния. Один член экипажа катапультировался, другой погиб.[12][43][94]
- 10 сентября — A-7D «Корсар» II (с/н 73-1012). Разбился в штате Пенсильвания при выполнении учебного бомбометания. Пилот погиб.[12][95]
- 21 октября — F-16A Block 15K «Файтинг Фалькон» (с/н 82-0939). Взорвался во время наземного обслуживания на авиабазе в Турции. Пострадали три человека.[96][24]
- 22 октября — F-16A Block 15A «Файтинг Фалькон» (с/н 80-0586). Упал в Средиземное море у побережья Турции вследствие пространственной дезориентации пилота. Пилот погиб.[97][24]
- 6 ноября — RF-4C «Фантом» II (с/н 69‑0364). Разбился северо-восточнее авиабазы Цвайбрюккен, ФРГ. Оба члена экипажа катапультировались.[26][91][43]
- 15 ноября — F-16A Block 15K (с/н 82-0940) и F-16B Block 15K «Файтинг Фалькон» (с/н 82-1029). Столкнулись в воздухе над полигоном Неллис, штат Невада. Два члена экипажей катапультировались, один погиб.[43][98][99]
- 16 декабря — F-15D «Игл» (с/н 84-0042). Упал в Мексиканский залив. Информация о судьбе экипажа отсутствует.[100][26]

### ВМС США
- 9 января — S-3A «Викинг» (с/н 159735). Разбился возле станции военно-морской авиации Норт-Айленд (штат Калифорния) в результате потери пилотом управления. Оба члена экипажа катапультировались.[34][101]
- 23 января — VA-3B «Скайуорриор» (с/н 142672). Упал в Тихий океан. Все 9 членов экипажа погибли.[19][102][103]
- 7 февраля — A-7E «Корсар» II (с/н 156820). Разбился в районе станции военно-морской авиации Фэллон, штат Невада. Пилот катапультировался.[19][101]
- 20 февраля — A-7E «Корсар» II (с/н 157510). Разбился на полигоне Пайнкасл (штат Флорида) в результате неполадок двигателя. Пилот катапультировался.[19][101]
- 11 марта — RF-8G «Крусейдер» (с/н 146855). Упал на автостоянку в Сорренто-Уоллей (пригород Сан-Диего, Калифорния) в результате отказа двигателя. Пилот катапультировался.[21][7][104]
- 16 марта — F/A-18A «Хорнет» (с/н 161363). Упал в озеро севернее станции военно-морской авиации Фэллон, штат Невада, во время отработки бомбометания. Пилот погиб.[21][105]
- 27 марта — A-7E «Корсар» II (с/н 159266). Потерян в районе станции военно-морской авиации Лемур, штат Калифорния, в результате отказа двигателя. Пилот катапультировался.[21][7]
- 31 марта — F-14A «Томкэт» (с/н 160656). При возвращении на авианосец из ночного вылета произошёл отказ гидравлической системы. Упал в Индийский океан. Оба члена экипажа катапультировались.[106][21]
- 1 апреля — A-6E «Интрудер» (с/н 161673). Пропал во время ночного вылета на бомбометание у побережья Венесуэлы. Место падения не было найдено. Оба члена экипажа погибли.[105][21]
- 26 апреля — два TA-4J «Скайхок» (с/н 154618 и 155109). Столкнулись в воздухе во время отработки захода на посадку в ночных условиях на станции военно-морской авиации Кингсвилль, штат Техас. Пилоты обоих самолётов погибли.[5][107]
- 30 апреля — F-4S «Фантом» II (с/н 155836). Разбился в районе Далласа в результате пожара двигателя. Оба члена экипажа катапультировались, однако неясно, выжил ли один из них.[5][43][107]
- 10 мая — A-6E «Интрудер» (с/н 154140). Разбился в штате Южная Дакота. Оба члена экипажа погибли.[107][5]
- 22 мая — A-4E «Скайхок» (с/н 149655). Упал в море в результате пожара двигателя. Пилот катапультировался.[104][5]
- 3 июня — A-7E «Корсар» II (с/н 159269). Упал в Атлантический океан у побережья Флориды во время ночного вылета. Пилот погиб.[101][5]
- 13 июля — A-7E «Корсар» II (с/н 159990). Упал в Тихий океан в результате отказа двигателя. Пилот катапультировался.[101][2]
- 13 июля — два A-4F «Скайхок» (с/н 154992 и 155029). Самолёты пилотажной группы «Голубые ангелы» столкнулись в воздухе во время показательного выступления в международном аэропорту Ниагара-Фолс, штат Нью-Йорк. Пилот одного самолёта катапультировался, пилот другого погиб.[2][108]
- 17 июля — A-7E «Корсар» II (с/н 159267). Упал в Тихий океан в результате отказа двигателя. Пилот катапультировался.[101][2]
- 1 августа — KA-6D «Интрудер» (с/н 149954). Разбился в штате Северная Каролина в результате потери пилотом управления. Оба члена экипажа катапультировались.[12][104][43]
- 20 августа — A-7E «Корсар» II (с/н 156838). Разбился при заходе на посадку на авиабазе Фэллон, штат Невада. Пилот катапультировался.[12][101]

### Армия США
- 13 июля — OV-1C «Мохаук» (с/н 61-2686). Разбился в штате Джорджия во время учебного полёта. Оба члена экипажа катапультировались, при этом инструктор погиб.[109][43][110]

### КМП США
- 31 марта — AV-8B «Харриер» II (с/н 161578). Упал в море у острова Лонг-Айленд (Нью-Йорк) в результате пожара двигателя. Пилот катапультировался.[21][43][105]
- 22 апреля — A-6E «Интрудер» (с/н 161684). Разбился в районе станции военно-морской авиации Фэллон, штат Невада, во время ночного вылета на бомбометание. Оба члена экипажа погибли.[105][7][5]
- 25 апреля — AV-8C «Харриер» (с/н 159231). Разбился в штате Невада во время учебного воздушного боя из-за ошибки пилота. Пилот погиб.[111][5][101]
- 12 июня — A-4M «Скайхок» (с/н 158187). Разбился в штате Аризона в результате неполадок двигателя. Пилот катапультировался.[2][101]
- 24 июня — A-4F «Скайхок» (с/н 155057). Разбился на полигоне Юма (штат Аризона) в результате пожара на борту. Пилот катапультировался.[2][43]
- 9 июля — A-4M «Скайхок» (с/н 160023). Упал в Тихий океан в результате потери управления. Пилот катапультировался.[105][43][2]
- 17 июля — F/A-18A «Хорнет» (с/н 162404). Во время ночной посадки на авианосец «Корал Си» зацепил край палубы и упал в море. Пилот катапультировался.[105][2]
- 31 июля — OV-10A «Бронко» (с/н 155437). Разбился в районе Кэмп-Пендлтон, штат Калифорния. Оба члена экипажа погибли. Журнал Flight International ошибочно указывает дату 30 июля.[112][107][12]

## Турция

### ВВС Турции
- 16 февраля — F-100D «Супер Сейбр» (с/н 56-3391). Обстоятельства потери неизвестны. Пилот погиб.[113][114]
- 5 апреля — F-4E «Фантом» II (с/н 67-0316). Разбился в районе Эскишехир. Оба члена экипажа катапультировались.[94][7][115]
- 8 июня — F-4E «Фантом» II (с/н 77-0282). Разбился в районе Эскишехир. Один член экипажа катапультировался, другой погиб.[115][116][7]
- 13 июня — F-104S «Старфайтер» (с/н 74-6866, итальянский MM6866). Разбился в районе Балыкесир. Пилот погиб.[117][118]
- 13 июня — F-4E «Фантом» II (с/н 73-1033). Разбился в провинции Малатья. Оба члена экипажа погибли.[115][119][120]
- 6 июля — F-104G «Старфайтер» (с/н 65-9185). Разбился в районе Акшехир. Пилот выжил.[121][7]
- 22 июля — F-104S «Старфайтер» (с/н 75-6896, итальянский MM6896). Разбился в районе Балыкесир. Пилот погиб.[117][122]
- 14 августа — F-100D «Супер Сейбр» (с/н 54-2283). Разбился в районе Малатьи. Пилот катапультировался.[123][7]
- 9 сентября — два F-100C «Супер Сейбр» (с/н 54-1858 и 54-2087). Разбились в районе Коньи. Обстоятельства происшествия неизвестны. Пилоты обоих самолётов погибли.[123][7][124][125]

## Федеративная Республика Германия

### ВВС ФРГ
- 31 января — два F-4F «Фантом» II (с/н 37+95 и 37+99, американские 72-1205 и 72-1209). Столкнулись в воздухе в районе Бремерхафена. Из четырёх членов экипажей трое катапультировались, один погиб. На земле погиб один и пострадали пять человек.[43][19][126]
- 18 марта — RF-4E «Фантом» II (с/н 35+27). Разбился в районе Пирмазенс. Оба члена экипажа катапультировались.[21][43]
- 2 апреля — «Альфа Джет» A (с/н 41+69). Обстоятельства потери неизвестны. Оба члена экипажа катапультировались.[21][7]
- 3 октября — F-104G «Старфайтер» (с/н 23+32, американский 63-13271). Разбился на полигоне во Франции в результате помпажа во время учебного бомбометания. Пилот катапультировался.[127]
- 24 октября — «Торнадо» IDS (с/н 44+45). Разбился на территории Великобритании во время учений «Mallet Blow». Оба члена экипажа погибли.[128][129][24]

### ВМС ФРГ
- 8 февраля — RF-104G «Старфайтер» (с/н 21+27). Столкнулся с птицей над Балтийским морем возле острова Борнхольм. Пилот катапультировался.[130]
- 18 февраля — F-104G «Старфайтер» (с/н 26+70). Столкнулся в воздухе с «Харриером» Королевских ВВС Великобритании в районе Гютерсло. Пилот катапультировался.[131][19]
- 27 марта — RF-104G «Старфайтер» (с/н 21+18). Упал в Северное море в 50 морских милях западнее острова Гельголанд в результате отказа двигателся после пуска противокорабельной ракеты. Пилот катапультировался.[132]
- 23 сентября — «Торнадо» IDS (с/н 43+49). Упал в Средиземное море у побережья Сардинии в районе Альгеро. Оба члена экипажа погибли.[128][129]

## Франция

### ВВС Франции
- 14 января — «Альфа Джет» E (с/н E111). Разбился во время посадки в ночное время. Пилот погиб.[34][7]
- 29 января — два CM.170 «Мажистер» (с/н 473 и 574). Столкнулись в воздухе северо-западнее Марселя. Пилоты обоих самолётов погибли.[19][7]
- 6 февраля — «Мираж» F1C (с/н 34). Разбился в районе Реймса. Пилот погиб.[19][7]
- 3 апреля — «Мираж» F1C (с/н 46). Обстоятельства потери неизвестны. Пилот получил травмы при катапультировании, на земле пострадали 4 человека.[21][7]
- 27 апреля — «Мираж» IIIC. Упал в море у побережья Джибути. Пилот погиб.[5][7]
- 27 июня — «Мираж» F1C-200 (с/н 263). Обстоятельства потери неизвестны. Пилот погиб.[7][2]
- 17 октября — два «Ягуар» A (с/н A94, номер другого самолёта неизвестен). Столкнулись в воздухе в районе Гренобля. Пилоты обоих самолётов погибли.[24][54]

### ВМС Франции
- 9 мая — два F-8E(FN) «Крусейдер» (с/н 14 и 30, американские 151745 и 151761). Обстоятельства потери неясны; вероятно, один из самолётов совершил вынужденную посадку на авианосец «Клемансо», при этом был повреждён другой. Обе машины списаны, пилот аварийного самолёта катапультировался, французский источник также сообщает о катапультировании пилота второго самолёта. Некоторые иностранные источники указывают дату 8 мая.[133][134][5][7]
- 3 декабря — «Этандар» IVM (с/н 33). Упал в Средиземное море. Вероятно, пилот катапультировался.[26][7][43]

## Чехословакия

### ВВС Чехословакии
- 15 февраля — МиГ-23БН (с/н 5746). Разбился в результате отказа системы автоматического управления САУ-23 во время ночного полёта. Пилот катапультировался.[135][136]

## Швейцария

### ВВС Швейцарии
- 11 января — «Хантер» F.58 (с/н J-4074). Разбился в районе Эммена. Вероятно, пилот погиб.[137][138][34]

## Швеция

### ВВС Швеции
- 14 января — два JA37 «Вигген» (с/н 37338 и 37340). Столкнулись в воздухе во время учебного воздушного боя. Пилоты обоих самолётов катапультировались.[139][34]
- 15 января — JA37 «Вигген» (с/н 37312). Разбился в районе Каллинге (юг Швеции) в результате отказа системы управления. Пилот катапультировался.[140][34][139]
- 29 августа — два SF37 «Вигген» (с/н 37969 и 37970). Столкнулись в воздухе в районе Стокгольма. Один пилот катапультировался, о судьбе другого информация в источниках отсутствует.[139][12]
- 12 сентября — J35F «Дракен» (с/н 35480). Разбился в районе Сала в результате отказа двигателя. Пилот катапультировался.[12][17][141]

## Эквадор

### ВВС Эквадора
- 7 февраля — «Кфир» C.2 (с/н FAE910). Столкнулся с птицей. Пилот катапультировался.[142][7]

## Южно-Африканская Республика

### ВВС ЮАР
- 4 апреля (или 3 апреля) — «Мираж» F1AZ (с/н 222). Разбился на взлёте с авиабазы Хедспрюит в результате пожара двигателя. Пилот катапультировался.[143][144][145]
- 22 мая — «Мираж» IIID2Z (с/н 848). Вошёл в штопор во время учебного полёта в районе Питерсбурга. Студент катапультировался; инструктор, по разным данным, или погиб при катапультировании, или не катапультировался вообще.[5][145]